# Buck (krater)
För andra betydelser, se Buck.
Buck är en nedslagskrater på planeten Venus. Buck har fått sitt namn efter den amerikanska författaren Pearl S. Buck.
Kratern har en diameter på ungefär 21 km.